# Georgioupoli
Georgioupoli (Grieks: Γεωργιούπολη) is een dorp en voormalige Griekse gemeente op het Griekse eiland Kreta. Het is sinds 2011 een deelgemeente van de fusiegemeente Apokoronas in de prefectuur Chania. De gemeente telt 2483 inwoners (2001). Het dorp Georgioupolis heeft ongeveer 600 permanente inwoners.
Georgioupoli is genoemd naar Prins George, die van 1898 tot 1906 hoge commissaris van Kreta was en er zijn residentie in Georgioupoli had. Kreta stond toen nog wel onder de soevereiniteit van de Ottomaanse Sultan. Dit was de eerst stap naar zelfstandigheid van Kreta wat zich later bij Griekenland heeft aangesloten.
Georgioupoli ligt tussen de steden Chania en Rethimnon. Door een twaalf kilometer lang zandstrand ten oosten van het dorp richting Rethimnon, Perastiko beach, is de omgeving geliefd bij toeristen. Het massatoerisme heeft sinds de jaren negentig gezorgd voor een sterke toeristische ontwikkeling, met onder meer de bouw van verscheidene hotels. Het dorp heeft een kleine vissershaven. Ten zuiden van Georgioupoli ligt het meer van Kournas.
Tot de voormalige gemeente behoren naast Georgioupoli zelf ook de dorpskernen (koinitita) Fylaki, Kalamitsi Amygdalion, Kastellos en Kournas.

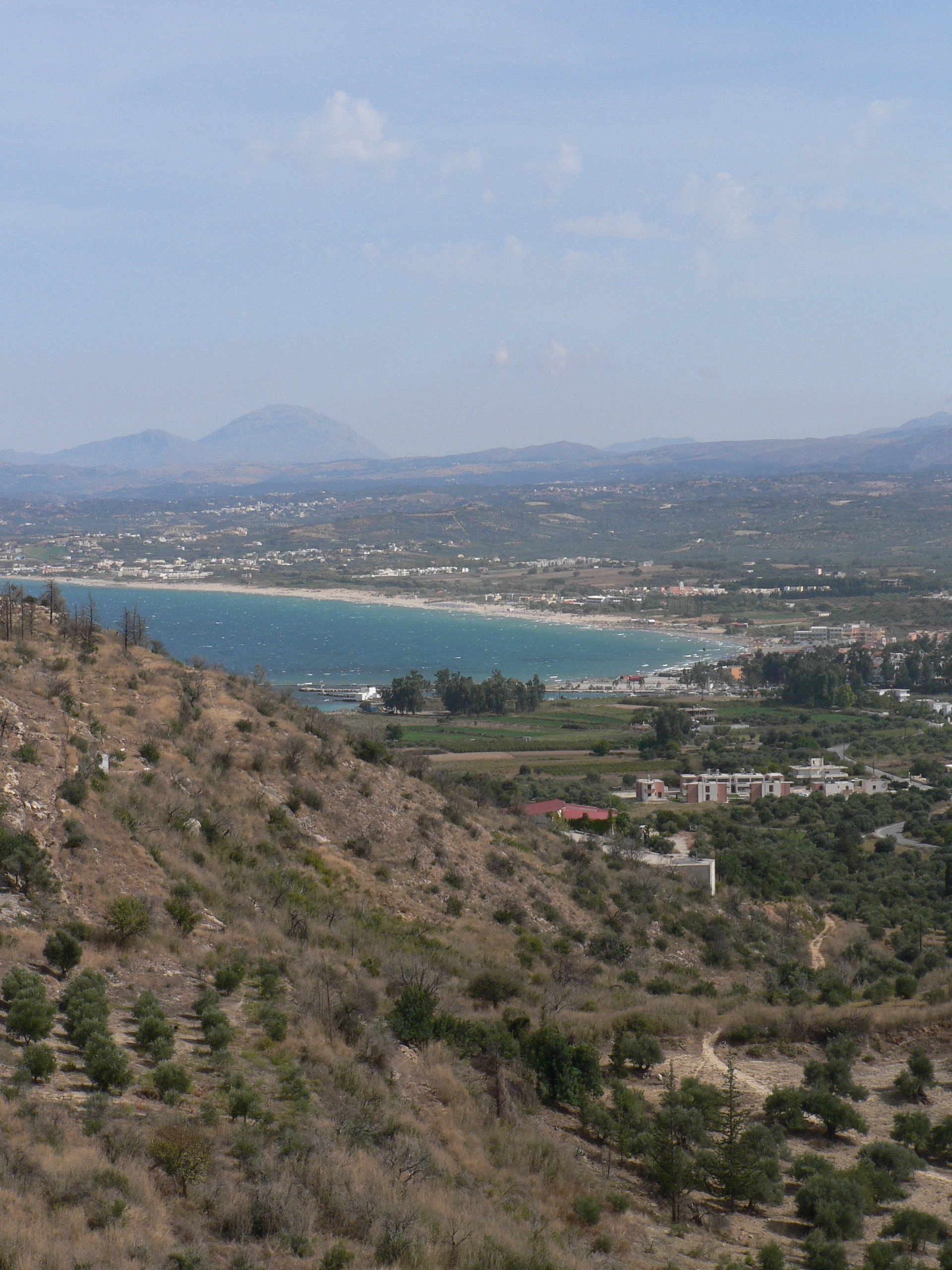
Georgioupoli
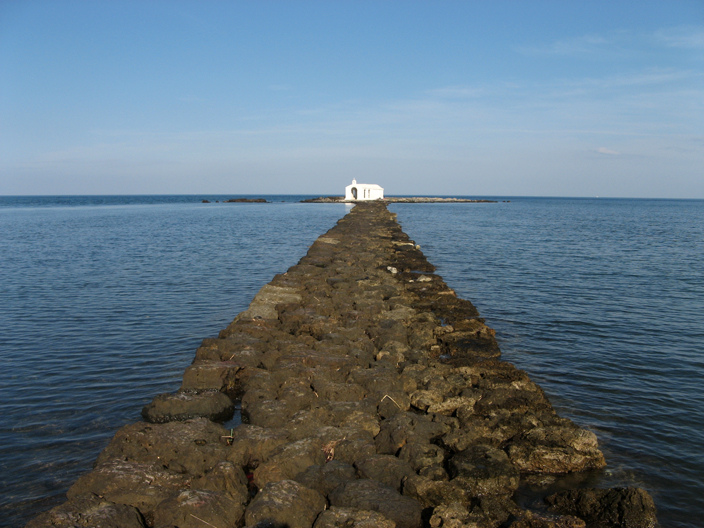
Sint Nicolaas kapel
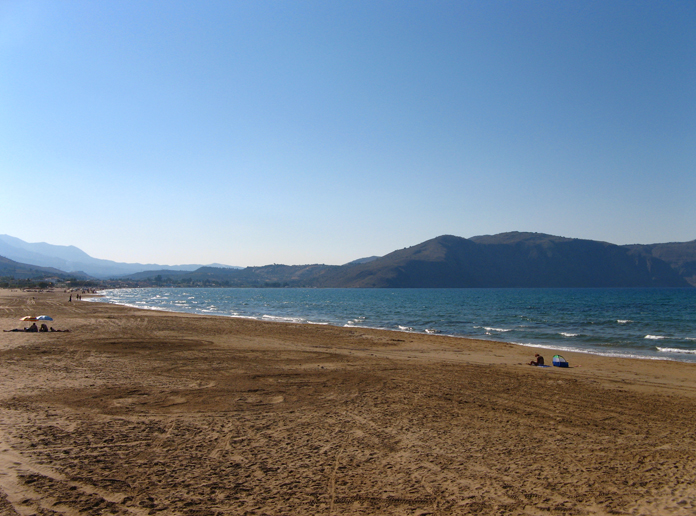
Strand van Georgioupoli

Armeni · Asi Gonia · Fres · Georgioupoli · Kryonerida · Vamos